# Présidence de Patrice de Mac Mahon
Président de la République française
Présidence d'Adolphe Thiers Présidence de Jules Grévy
La présidence de Patrice de Mac Mahon en tant que 3e président de la République française dura du 24 mai 1873 au 30 janvier 1879. Mac Mahon était favorable à la cause des monarchistes et son arrivée au pouvoir avait initialement pour objectif de rétablir la royauté en France, mais le projet avorta et déboucha sur la mise en place d'un septennat présidentiel. Le gouvernement, d'abord dominé par des monarchistes comme Albert de Broglie ou le général Ernest Courtot de Cissey, dut être remanié à la suite de la victoire des républicains aux élections législatives de 1876. Un conflit durable s'installa alors entre le président et les parlementaires, conflit qui atteignit son paroxysme en 1877 lorsque Mac Mahon fit dissoudre la Chambre. Les républicains s'assurèrent cependant la majorité aux nouvelles élections et Mac Mahon, privé de tout soutien parlementaire, dut démissionner au début de l'année 1879. Son mandat vit la tenue de l'exposition universelle de 1878 à Paris, la mise en œuvre du plan Freycinet ainsi que la première expédition française en Afrique centrale.